# Ghiacciaio Hotine
Il ghiacciaio Hotine (in inglese Hotine Glacier) (65°08′S 63°52′W) è un ghiacciaio lungo circa 18 km situato sulla costa di Graham, nella parte occidentale della Terra di Graham, in Antartide. Il flusso del ghiacciaio, il cui punto più alto si trova 485 m s.l.m., è diviso in due dal monte Cloos, cosicché il ghiacciaio fluisce verso ovest fino a entrare sia nella baia di Deloncle che nella baia di Girard, sulla costa della penisola Kiev.

## Storia
Il ghiacciaio Hotine è stato mappato dalla spedizione belga in Antartide del 1897-99, comandata da Adrien de Gerlache, ed è stato così battezzato nel 1960 dal  Comitato britannico per i toponimi antartici in onore di Martin Hotine, membro del direttorato dei rilevamenti d'oltremare.